# Список птахів Американських Віргінських Островів
Це перелік видів птахів, зафіксованих на території Американських Віргінських Островів. Авіфауна Американських Віргінських Островів налічує загалом 266 видів, з яких 18 були інтродуковані людьми, а 175 видів є рідкісними або випадковими. 2 види були знищені на островах, ще 5 знаходяться під загрозою глобального зникнення.

## Позначки
Наступні теги використані для виділення деяких категорій птахів.
- (А) Випадковий — вид, який рідко або випадково трапляється на Американських Віргінських Островах
- (I) Інтродукований — вид, інтродукований на Американські Віргінські Острови

## Гусеподібні(Anseriformes)
Родина: Качкові (Anatidae)
- Свистач білоголовий, Dendrocygna viduata (A)
- Свистач червонодзьобий, Dendrocygna autumnalis (A)
- Свистач кубинський, Dendrocygna arborea (A)
- Свистач рудий, Dendrocygna bicolor (A)
- Гуска біла, Anser caerulescens (A)
- Лебідь чорнодзьобий, Cygnus columbianus (A)
- Чирянка блакитнокрила, Spatula discors
- Чирянка руда, Spatula cyanoptera (A)
- Широконіска північна, Spatula clypeata (A)
- Нерозень, Mareca strepera (A)
- Свищ американський, Mareca americana (A)
- Крижень звичайний, Anas platyrhynchos (A)
- Шилохвіст білощокий, Anas bahamensis
- Шилохвіст північний, Anas acuta (A)
- Чирянка американська, Anas crecca (A)
- Чернь канадська, Aythya collaris (A)
- Чернь морська, Aythya marila (A)
- Чернь американська, Aythya affinis (A)
- Гоголь малий, Bucephala albeola (A)
- Крех жовтоокий, Lophodytes cucullatus (A)
- Савка маскова, Nomonyx dominicus (A)
- Савка американська, Oxyura jamaicensis

## Куроподібні(Galliformes)
Родина: Цесаркові (Numididae)
- Цесарка рогата, Numida meleagris (I)

Родина: Токрові (Odontophoridae) 
- Перепелиця віргінська, Colinus virginianus (I) (Знищений)
- Перепелиця чубата, Colinus cristatus (I) (Знищений)
- Перепелиця каліфорнійська, Callipepla californica (I) (Знищений)

Родина: Фазанові (Phasianidae) 
- Курка банківська, Gallus gallus (I)

## Фламінгоподібні(Phoenicopteriformes)
Родина: Фламінгові (Phoenicopteridae)
- Фламінго червоний, Phoenicopterus ruber (A)

## Пірникозоподібні(Podicipediformes)
Родина: Пірникозові (Podicipedidae)
- Пірникоза домініканська, Tachybaptus dominicus
- Пірникоза рябодзьоба, Podilymbus podiceps

## Голубоподібні(Columbiformes)
Родина: Голубові (Columbidae)
- Голуб сизий, Columba livia (I)
- Голуб пурпуровошиїй, Patagioenas squamosa
- Голуб карибський, Patagioenas leucocephala
- Streptopelia roseogrisea(інші мови) (A)
- Горлиця садова, Streptopelia decaocto (I)
- Горлиця китайська, Spilopelia chinensis (I) (Знищений)
- Талпакоті строкатоголовий, Columbina passerina
- Голубок бурий, Geotrygon montana (A)
- Голубок білощокий, Geotrygon mystacea
- Zenaida asiatica(інші мови)
- Zenaida aurita(інші мови)
- Зенаїда північна, Zenaida macroura (A)

## Зозулеподібні(Cuculiformes)
Родина: Зозулеві (Cuculidae)
- Ані великий, Crotophaga major (A)
- Ані товстодзьобий, Crotophaga ani
- Кукліло північний, Coccyzus americanus (A)
- Кукліло мангровий, Coccyzus minor
- Тако пуерто-риканський, Coccyzus vieilloti (A)

## Дрімлюгоподібні(Caprimulgiformes)
Родина: Дрімлюгові (Caprimulgidae)
- Анаперо віргінський, Chordeiles minor (A)
- Анаперо антильський, Chordeiles gundlachii
- Дрімлюга каролінський, Antrostomus carolinensis (A)

## Серпокрильцеві(Apodiformes)
Родина: Серпокрильцеві (Apodidae)
- Свіфт західний, Cypseloides niger (A)
- Голкохвіст східний, Chaetura pelagica (A)
- Голкохвіст вохристогузий, Chaetura brachyura (A)

Родина: Колібрієві (Trochilidae)
- Anthracothorax aurulentus (A)
- Колібрі-манго смарагдовий, Anthracothorax viridis (A)
- Колібрі аметистовогорлий, Eulampis jugularis (A)
- Колібрі карибський, Eulampis holosericeus
- Колібрі чубатий, Orthorhyncus cristatus

## Журавлеподібні(Gruiformes)
Родина: Пастушкові (Rallidae)
- Пастушок узбережний, Rallus crepitans
- Погонич каролінський, Porzana carolina
- Курочка латиноамериканська, Gallinula galeata
- Лиска американська, Fulica americana
- Султанка американська, Porphyrio martinica (A)

## Сивкоподібні(Charadriiformes)
Родина: Чоботарові (Recurvirostridae)
- Himantopus mexicanus
- Чоботар американський, Recurvirostra americana (A)

Родина: Куликосорокові (Haematopodidae)
- Кулик-сорока американський, Haematopus palliatus

Родина: Сивкові (Charadriidae)
- Сивка морська, Pluvialis squatarola
- Сивка американська, Pluvialis dominica (A)
- Пісочник крикливий, Charadrius vociferus
- Пісочник канадський, Charadrius semipalmatus
- Пісочник жовтоногий, Charadrius melodus (A)
- Пісочник довгодзьобий, Charadrius wilsonia
- Пісочник американський, Charadrius nivosus (A)

Родина: Баранцеві (Scolopacidae)
- Бартрамія, Bartramia longicauda (A)
- Кульон гудзонський, Numenius hudsonicus
- Кульон американський, Numenius americanus (A)
- Грицик малий, Limosa lapponica (A)
- Грицик канадський, Limosa haemastica (A)
- Грицик чорнохвостий, Limosa fedoa (A)
- Крем'яшник звичайний, Arenaria interpres
- Побережник ісландський, Calidris canutus (A)
- Брижач, Calidris pugnax (A)
- Побережник довгоногий, Calidris himantopus
- Побережник червоногрудий, Calidris ferruginea (A)
- Побережник білий, Calidris alba (A)
- Побережник чорногрудий, Calidris alpina (A)
- Побережник канадський, Calidris bairdii (A)
- Побережник-крихітка, Calidris minutilla
- Побережник білогрудий, Calidris fuscicollis
- Жовтоволик, Calidris subruficollis (A)
- Побережник арктичний, Calidris melanotos
- Побережник тундровий, Calidris pusilla
- Побережник аляскинський, Calidris mauri (A)
- Неголь короткодзьобий, Limnodromus griseus
- Неголь довгодзьобий, Limnodromus scolopaceus (A)
- Gallinago delicata
- Набережник плямистий, Actitis macularius
- Коловодник малий, Tringa solitaria
- Коловодник жовтоногий, Tringa flavipes
- Коловодник американський, Tringa semipalmata
- Коловодник строкатий, Tringa melanoleuca
- Плавунець довгодзьобий, Phalaropus tricolor (A)
- Плавунець плоскодзьобий, Phalaropus fulicarius (A)

Родина: Поморникові (Stercorariidae)
- Поморник середній, Stercorarius pomarinus (A)
- Поморник короткохвостий, Stercorarius parasiticus (A)

Родина: Мартинові (Laridae)
- Мартин трипалий, Rissa tridactyla (A)
- Мартин канадський, Chroicocephalus philadelphia (A)
- Мартин звичайний, Chroicocephalus ridibundus (A)
- Leucophaeus atricilla
- Мартин делаверський, Larus delawarensis (A)
- Мартин американський, Larus smithsonianus (A)
- Мартин чорнокрилий, Larus fuscus (A)
- Мартин морський, Larus marinus (A)
- Крячок бурий, Anous stolidus
- Крячок строкатий, Onychoprion fuscata (A)
- Крячок бурокрилий, Onychoprion anaethetus
- Крячок карибський, Sternula antillarum
- Крячок чорнодзьобий, Gelochelidon nilotica (A)
- Крячок каспійський, Hydroprogne caspia (A)
- Крячок чорний, Chlidonias niger (A)
- Крячок білокрилий, Chlidonias leucopterus (A)
- Крячок рожевий, Sterna dougallii
- Крячок річковий, Sterna hirundo
- Крячок полярний, Sterna paradisaea (A)
- Крячок неоарктичний, Sterna forsteri (A)
- Крячок королівський, Thalasseus maxima
- Крячок рябодзьобий, Thalasseus sandvicensis
- Водоріз американський, Rynchops niger (A)

## Фаетоноподібні(Phaethontiformes)
Родина: Фаетонові (Phaethontidae)
- Фаетон білохвостий, Phaethon lepturus
- Фаетон червонодзьобий, Phaethon aethereus

## Буревісникоподібні(Procellariiformes)
Родина: Океанникові (Oceanitidae)
- Океанник Вільсона, Oceanites oceanicus (A)

Родина: Качуркові (Hydrobatidae)
- Качурка північна, Hydrobates leucorhous (A)

Родина: Буревісникові (Procellariidae)
- Тайфунник кубинський, Pterodroma hasitata (A)
- Буревісник сивий, Ardenna griseus
- Буревісник великий, Ardenna gravis (A)
- Буревісник екваторіальний, Puffinus lherminieri

## Сулоподібні(Suliformes)
Родина: Фрегатові (Fregatidae)
- Фрегат карибський, Fregata magnificens

Родина: Сулові (Sulidae)
- Сула жовтодзьоба, Sula dactylatra (A)
- Сула білочерева, Sula leucogaster
- Сула червононога, Sula sula (A)

Родина: Бакланові (Phalacrocoracidae)
- Баклан вухатий, Nannopterum auritum (A)
- Баклан бразильський, Nannopterum brasilianum (A)

## Пеліканоподібні(Pelecaniformes)
Родина: Пеліканові (Pelecanidae)
- Пелікан бурий, Pelecanus occidentalis

Родина: Чаплеві (Ardeidae)
- Бугай американський, Botaurus lentiginosus (A)
- Бугайчик американський, Ixobrychus exilis (A)
- Чапля північна, Ardea herodias
- Чепура велика, Ardea alba
- Чепура мала, Egretta garzetta (A)
- Чепура американська, Egretta thula
- Чепура блакитна, Egretta caerulea
- Чепура трибарвна, Egretta tricolor
- Чепура рудошия, Egretta rufescens (A)
- Чапля єгипетська, Bubulcus ibis
- Чапля зелена, Butorides virescens
- Квак звичайний, Nycticorax nycticorax
- Квак чорногорлий, Nyctanassa violacea

Родина: Ібісові (Threskiornithidae)
- Ібіс білий, Eudocimus albus (A)
- Ібіс червоний, Eudocimus ruber (A)
- Коровайка бура, Plegadis falcinellus (A)
- Косар рожевий, Platalea ajaja (A)

## Катартоподібні(Cathartiformes)
Родина: Катартові (Cathartidae)
- Катарта червоноголова, Cathartes aura (A)

## Яструбоподібні(Accipitriformes)
Родина: Скопові (Pandionidae)
- Скопа, Pandion haliaetus

Родина: Яструбові (Accipitridae)
- Elanoides forficatus(інші мови) (A)
- Лунь американський, Circus hudsonius (A)
- Яструб неоарктичний, Accipiter striatus (A)
- Шуліка чорний, Milvus migrans (A)
- Орлан білоголовий, Haliaeetus leucocephalus (A)
- Канюк неоарктичний, Buteo jamaicensis

## Совоподібні(Strigiformes)
Родина: Совові (Strigidae)
- Сплюшка пуерто-риканська, Gymnasio nudipes (вимер)
- Сова болотяна, Asio flammeus (A)

## Сиворакшоподібні(Coraciiformes)
Родина: Рибалочкові (Alcedinidae)
- Рибалочка-чубань північний, Megaceryle alcyon

## Дятлоподібні(Piciformes)
Родина: Дятлові (Picidae)
- Melanerpes portoricensis(інші мови) (Знищений)
- Дятел-смоктун жовточеревий, Sphyrapicus varius (A)

## Соколоподібні(Falconiformes)
Родина: Соколові (Falconidae)
- Боривітер американський, Falco sparverius
- Підсоколик малий, Falco columbarius
- Сапсан, Falco peregrinus

## Папугоподібні(Psittaciformes)
Родина: Папугові (Psittacidae)
- Калита сіроволий, Myiopsitta monachus (I) (A)
- Аратинга рудоволий, Eupsittula pertinax (I)
- Амазон домініканський, Amazona ventralis (I)

## Горобцеподібні(Passeriformes)
Родина: Тиранові (Tyrannidae)
- Еленія карибська, Elaenia martinica
- Копетон острівний, Myiarchus stolidus (A)
- Копетон антильський, Myiarchus antillarum (A)
- Тиран тропічний, Tyrannus melancholicus (A)
- Тиран сірий, Tyrannus dominicensis
- Тиран вилохвостий, Tyrannus savana (A)
- Піві лісовий, Contopus virens (A)

Родина: Віреонові (Vireonidae)
- Віреон білоокий, Vireo griseus (A)
- Віреон жовтогорлий, Vireo flavifrons (A)
- Віреон червоноокий, Vireo olivaceus (A)
- Віреон чорновусий, Vireo altiloquus

Родина: Ластівкові (Hirundinidae)
- Ластівка берегова, Riparia riparia (A)
- Білозорка річкова, Tachycineta bicolor (A)
- Ластівка північна, Stelgidopteryx serripennis (A)
- Щурик пурпуровий, Progne subis (A)
- Щурик антильський, Progne dominicensis
- Ластівка сільська, Hirundo rustica
- Ясківка білолоба, Petrochelidon pyrrhonota (A)
- Ясківка печерна, Petrochelidon fulva (A)

Родина: Омелюхові (Bombycillidae)
- Омелюх американський, Bombycilla cedrorum (A)

Родина: Пересмішникові (Mimidae)
- Пересмішник сірий, Dumetella carolinensis (A)
- Пересмішник жовтодзьобий, Margarops fuscatus
- Дигач рудий, Cinclocerthia ruficauda (A)
- Пересмішник багатоголосий, Mimus polyglottos

Родина: Шпакові (Sturnidae)
- Шпак звичайний, Sturnus vulgaris (I) (A)

Родина: Дроздові (Turdidae)
- Блакитник східний, Sialia sialis (A)
- Дрізд-короткодзьоб бурий, Catharus fuscescens (A)
- Дрізд-короткодзьоб канадський, Catharus bicknelli (A)
- Дрізд карибський, Turdus plumbeus (A)

Родина: Ткачикові (Ploceidae)
- Вайдаг червоний, Euplectes franciscanus (I) (A)

Родина: Астрильдові (Estrildidae)
- Сріблодзьоб чорноволий, Spermestes cucullata (I) (A)
- Сріблодзьоб індійський, Euodice malabarica (I) (A)
- Мунія іржаста, Lonchura punctulata (I) (A)
- Мунія трибарвна, Lonchura malacca (I)

Родина: Горобцеві (Passeridae)
- Горобець хатній, Passer domesticus (I)

Родина: Passerellidae
- Юнко сірий, Junco hyemalis (A)
- Пасовка співоча, Melospiza melodia (A)

Родина: Трупіалові (Icteridae)
- Гоглу, Dolichonyx oryzivorus (A)
- Трупіал садовий, Icterus spurius (A)
- Трупіал венесуельський, Icterus icterus (A)
- Трупіал балтиморський, Icterus galbula (A)
- Вашер синій, Molothrus bonariensis (A)
- Гракл антильський, Quiscalus niger (A)

Родина: Піснярові (Parulidae)
- Смугастоволець оливковий, Seiurus aurocapilla (A)
- Пісняр-борсучок, Helmitheros vermivorus (A)
- Смугастоволець білобровий, Parkesia motacilla (A)
- Смугастоволець річковий, Parkesia noveboracensis
- Червоїд золотокрилий (Vermivora chrysoptera) (A)
- Червоїд жовтоголовий, Vermivora cyanoptera (A)
- Пісняр строкатий, Mniotilta varia
- Пісняр жовтий, Protonotaria citrea (A)
- Пісняр бурий, Limnothlypis swainsonii (A)
- Червоїд світлобровий, Leiothlypis peregrina (A)
- Червоїд оливковий, Leiothlypis celata (A)
- Цитринка сіровола, Oporornis agilis (A)
- Цитринка чорновола, Geothlypis philadelphia (A)
- Цитринка жовтогорла, Geothlypis formosa (A)
- Жовтогорлик північний, Geothlypis trichas (A)
- Болотянка чорногорла, Setophaga citrina (A)
- Пісняр горихвістковий, Setophaga ruticilla
- Пісняр-лісовик рудощокий, Setophaga tigrina
- Пісняр-лісовик блакитний, Setophaga cerulea
- Пісняр північний, Setophaga americana
- Пісняр-лісовик канадський, Setophaga magnolia (A)
- Пісняр-лісовик каштановий, Setophaga castanea (A)
- Пісняр-лісовик рудоволий, Setophaga fusca (A)
- Пісняр-лісовик золотистий, Setophaga petechia
- Пісняр-лісовик рудобокий, Setophaga pensylvanica (A)
- Пісняр-лісовик білощокий, Setophaga striata
- Пісняр-лісовик сизий, Setophaga caerulescens (A)
- Пісняр-лісовик рудоголовий, Setophaga palmarum (A)
- Пісняр-лісовик жовтогузий, Setophaga coronata (A)
- Пісняр-лісовик чорнощокий, Setophaga dominica (A)
- Пісняр-лісовик прерієвий, Setophaga discolor
- Пісняр-лісовик антильський, Setophaga adelaidae (A)
- Пісняр-лісовик золотощокий, Setophaga chrysoparia (A)
- Пісняр-лісовик чорногорлий, Setophaga virens (A)
- Болотянка строкатовола, Cardellina canadensis (A)

Родина: Кардиналові (Cardinalidae)
- Піранга пломениста, Piranga rubra (A)
- Піранга кармінова, Piranga olivacea (A)
- Кардинал-довбоніс червоноволий, Pheucticus ludovicianus (A)
- Скригнатка синя, Passerina caerulea (A)
- Скригнатка індигова, Passerina cyanea  (A)
- Лускун, Spiza americana (A)

Родина: Саякові (Thraupidae)
- Цереба, Coereba flaveola
- Вівсянка-снігурець мала, Loxigilla noctis
- Потрост чорноволий, Melanospiza bicolor